# 中間質量ブラックホール
中間質量ブラックホール（ちゅうかんしつりょうブラックホール、英: Intermediate-mass black hole、IMBH）とは、その質量が恒星質量ブラックホール（質量が太陽質量の10〜数十倍）よりも著しく大きく、かつ超大質量ブラックホール（質量が太陽質量の100万倍以上）よりも遥かに小さいブラックホールのこと。

## 形成
2013年現在、中間質量ブラックホールが形成されるメカニズムには不明確な点が多いことから、恒星質量ブラックホールや超大質量ブラックホールと比べて少ない理由もわかっていない。
中間質量ブラックホールは、恒星質量ブラックホールと同じように1つの星の重力崩壊で生ずるには重過ぎる。また、超大質量ブラックホールを形成すると思われる銀河中心部の高密度高速度といった極端な環境を欠く。
中間質量ブラックホールの形成には次のようなシナリオが提唱されている。
- 球状星団で形成された恒星質量ブラックホールが他の天体と衝突・結合しながら周囲のガスやちりを吸収して成長したもの[1]。
- 宇宙の創生期に密集したガスから誕生した太陽質量の1万倍以上の質量を持つ巨大な恒星がブラックホールに進化したもの。

## 性質
銀河系の中心にある超大質量ブラックホールのいて座A*の周辺には、中間質量ブラックホールのGCIRS 13Eが公転している可能性がある。
2012年、2009年に発見されたブラックホールHLX-1が、初めて中間質量ブラックホールと確認された。